# The Black Bossalini
The Black Bossalini (a.k.a. Dr. Bomb from da Bay) — п'ятий студійний альбом американського репера Spice 1, виданий 28 жовтня 1997 р. лейблом Jive Records. Виконавчі продюсери: Чез Гейз, Spice 1. Бек-вокал на «Fetty Chico and the Mack»: Стейсі Гоґґ.
На «Playa Man» існує відеокліп. Пісню «2 Hands & a Razorblade» можна почути у фільмі «Dangerous Ground», вона також потрапила до саундтреку стрічки.

## Список пісень
| #   | Назва                                                  | Продюсер(и)                           | Тривалість |
| --- | ------------------------------------------------------ | ------------------------------------- | ---------- |
| 1.  | «The Thug in Me (Dedicated to Tupac Shakur)»           | Paris                                 | 3:36       |
| 2.  | «I'm High» (з участю Da Old Skool)                     | Paris                                 | 4:02       |
| 3.  | «Recognize Game» (з участю Ice-T, Too Short та Kokane) | Ant Banks                             | 4:03       |
| 4.  | «Playa Man» (з участю Da Old Skool)                    | Paris                                 | 4:07       |
| 5.  | «Caught Up in My Gunplay»                              | Paris                                 | 3:28       |
| 6.  | «Ballin'» (з участю MC Breed, Yukmouth та Kokane)      | Hen-Gee; Bobby Ross Avila (співпрод.) | 4:51       |
| 7.  | «The Boss Mobsta»                                      | Clint «Payback» Sands                 | 4:46       |
| 8.  | «510/213» (з участю Big Syke та WC)                    | Femi Ojetunde, Mike Mosley            | 4:46       |
| 9.  | «Kill Street Blues»                                    | Rick Rock                             | 5:12       |
| 10. | «Fetty Chico and the Mack» (з участю Mack 10)          | Ant Banks                             | 4:06       |
| 11. | «Wanna Be a G»                                         | Femi Ojetunde, Rick Rock              | 3:23       |
| 12. | «Diamonds»                                             | Ali Malek                             | 4:04       |
| 13. | «Down Payment on Heaven» (з участю Cydal)              | Ali Malek                             | 4:31       |
| 14. | «2 Hands & a Razorblade»                               | Paris                                 | 4:14       |

## Семпли
510/213
- «That Girl» у вик. Стіві Вандера

Down Payment on Heaven
- «(Pop, Pop, Pop, Pop) Goes My Mind» у вик. LeVert

Playa Man
- «Virgin Man» у вик. Смокі Робінсона

Recognize Game
- «Humpin'» у вик. The Gap Band

The Boss Mobsta
- «Friends» у вик. Whodini

The Thug in Me
- «Turn Your Love Around» у вик. Джорджа Бенсона

Caught Up in My Gunplay
- «Anger» у вик. Марвіна Ґея

## Чартові позиції
| Чарт (1997)               | Найвища позиція |
| ------------------------- | --------------- |
| США                       | 28              |
| US Top R&B/Hip-Hop Albums | 5               |